# Antonio Russolo
Antonio Russolo (Portogruaro, 1877 – 1943) è stato un compositore italiano.
Fratello del più noto Luigi, Antonio Russolo era anch'egli un esponente del futurismo. I due costruirono gli intonarumori, strumenti musicali di cui si servirono per comporre musica futurista, e concretizzare così le teorie espresse nel manifesto L'arte dei rumori.

## Biografia

### Formazione

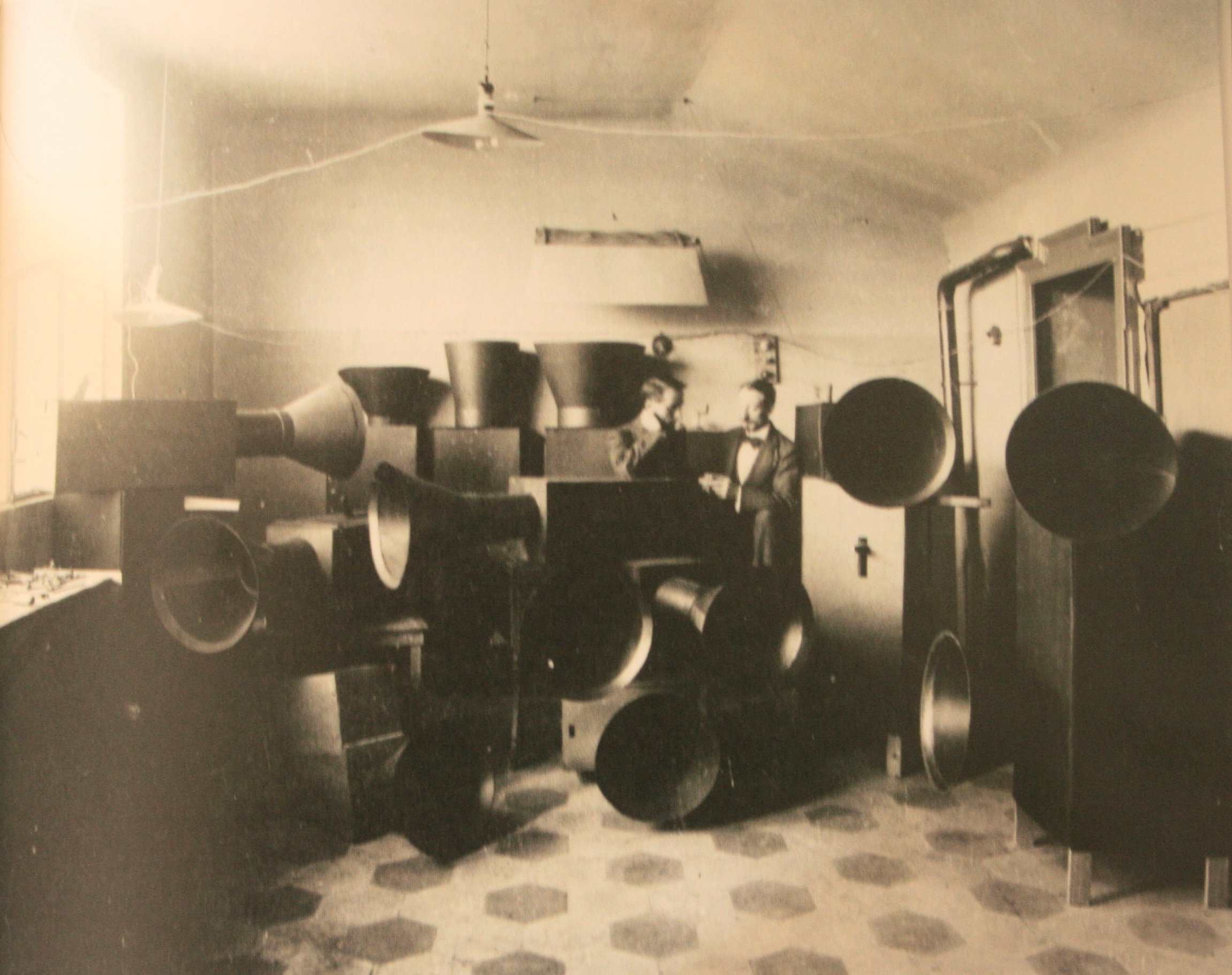
Luigi Russolo e Ugo Piatti con gli intonarumori

Russolo era figlio di Domenico Russolo, orologiaio e accordatore di pianoforti e organi. La famiglia si trasferì a Latisana quando Domenico divenne direttore della Scuola Filarmonica del paese e della Schola Cantorum. Antonio studiò musica assieme al padre e, grazie a quest'ultimo, riuscì a superare l'esame di ammissione al Conservatorio di Musica Giuseppe Verdi di Milano. Antonio Russolo conseguì una laurea in pianoforte e organo.

### L'arte dei rumori
Russolo aiutò suo fratello Luigi a costruire gli intonarumori, e scrisse dei brani futuristi che vedono coesistere strumenti tradizionali e intonarumori; in essi le melodie sono costantemente interrotte da boati e interferenze elettriche a bassa frequenza. L'unica registrazione musicale pervenutaci di Russolo e dove si possono sentire gli intonarumori risale al 1921, e include i brani Corale e Serenata. Queste composizioni vennero incise su un disco da 78 giri del 1924. Queste partiture si rifanno direttamente al manifesto futurista L'arte dei rumori di Luigi Russolo, e tentano di imitare il suono della vita quotidiana, stilizzando però i materiali sonori in modo che perdano le loro qualità originali. Tale modus operandi si opponeva a ciò che facevano i tardoromantici, il cui fine era quello di riprodurre la realtà nell'arte.
Nel 1924, quattro brani di Russolo e due di Nuccio Fiorda vennero suonati al Théâtre des Champs-Élysées di Parigi nel corso di un concerto organizzato da Marinetti.

### Morte
Antonio Russolo morì nel 1943.